# Vessor
Vessor är en ö nära Innamo i Nagu,  Finland. Den ligger i Skärgårdshavet i Pargas stad i den ekonomiska regionen  Åboland i landskapet Egentliga Finland, i den sydvästra delen av landet. Ön ligger omkring 3 kilometer sydost om Innamo, 7 kilometer nordväst om Nagu kyrka, 35 kilometer sydväst om Åbo och omkring 170 kilometer väster om Helsingfors. Närmaste allmänna förbindelse är förbindelsebryggan vid Innamo som trafikeras av M/S Falkö.
Öns area är 3,9 hektar och dess största längd är 460 meter i öst-västlig riktning. I omgivningarna runt Vessor växer i huvudsak barrskog. Runt Vessor är det glesbefolkat, med 8 invånare per kvadratkilometer. Närmaste större samhälle är Rimito, 17,6 km norr om Vessor.